# Zygmunt Chychła
Zygmunt Chychła (Gdańsk, 6 november 1926 - Hamburg, 26 september 2009) was een Pools bokser. Hij nam tweemaal deel aan de Olympische Spelen en won hierbij in totaal één gouden medaille.

## Biografie
Chychła begon zijn carrière in 1939, nadat hij tijdens de Tweede Wereldoorlog bij het leger was gegaan. In 1947 kwam hij in de club van Feliks Stamm, de trainer van de Poolse Olympische ploeg (van 1936 tot 1968). Hij nam in 1948 deel aan de Olympische Spelen in Londen en bereikte de kwartfinales. In 1951 werd hij Europees kampioen in Milaan en werd hij verkozen tot "Pools sportman van het jaar". Bij de volgende Olympische Spelen in Helsinki veroverde hij een gouden medaille door zijn overwinning op de vertegenwoordiger van de Sovjet-Unie, Sergey Szczerbakow. Hij werd daarop opnieuw verkozen tot sportman van het jaar.
Na zijn terugkeer van de Olympische Spelen, leed hij aan tuberculose. Hij wilde eigenlijk stoppen met boksen, maar de Poolse autoriteiten, die in zijn categorie niemand hadden voor de Europese kampioenschappen in Warschau in 1953, misleidden hem door te zeggen dat hij genezen was. Zygmunt Chychła won een gouden medaille bij de kampioenschappen. Wegens het onderbreken van de behandeling, had de tuberculose ondertussen longbeschadigingen ontwikkeld. Hij beëindigde zijn sportieve carrière in 1953 en ging in het begin van de jaren 1970 in Duitsland wonen
In zijn actieve tijd was hij aangesloten bij Gedania Gdańsk / Kolejarza Gdańsk.

## Palmares

### Olympische Spelen
- Olympische Zomerspelen 1952 in Helsinki, weltergewichten (minder dan 67 kg)
- 5e Olympische Zomerspelen 1948 in Londen .

### Europese bokskampioenschappen
- Europese bokskampioenschappen voor liefhebbers 1952, in Milaan, weltergewichten
- Europese bokskampioenschappen voor liefhebbers 1953, in Warschau, weltergewichten.